# Leucospermum heterophyllum
Leucospermum heterophyllum là một loài thực vật có hoa trong họ Quắn hoa. Loài này được (Thunb.) Rourke miêu tả khoa học đầu tiên năm 1967.